# Carlos Catalá Martínez
Carlos Lorenzo Gregorio Catalá Martínez (Montevideo, 16 de maig de 1824 - 1863) fou un militar, polític i empresari uruguaià, fundador de la ciutat de San Eugenio del Cuareim, avui coneguda com a Artigas.
Carlos Català va néixer a Montevideo, fill del pedagog valencià Josep Català i Codina i de la seva dona uruguaiana, Gregoria Martínez Ballesteros. Als divuit anys deixa els seus estudis per combatre per la defensa de Montevideo, durant la Guerra Gran (1839-1852).
El 1844 es trasllada a Salto, per ordre de Giuseppe Garibaldi, per lluitar contra les forces opressores argentines. El 1851, segueix les ordres del General Eugenio Garzón, que havia combatut al costat de José Gervasio Artigas, i es dirigeix cap al nord del país per fundar els pobles de Cuareim i Constitución. Aquest incident representava un problema en un moment en què la frontera era disputada entre el Brasil i el nou país, l'Uruguai. Per aquest motiu, Català rep ordres de construir pobles a la frontera amb el Brasil, per justificar la sobirania uruguaiana sobre el territori.
Va morir el 1863, als 39 anys.